# CF Monterrey
A Club de Fútbol Monterrey (legismertebb becenevén Rayados de Monterrey vagy Rayados, jelentése: csíkosak) a mexikói Monterrey város egyik labdarúgócsapata, mely jelenleg az első osztályú bajnokságban szerepel. Ötszörös bajnok és háromszoros kupagyőztes, a 2011-es, a 2012-es, a 2013-as és a 2019-es CONCACAF-bajnokok ligája aranyérmese.

## Története
Bár a háború utáni időszak Mexikó számára is nehéz volt, Monterrey lakosainak köreiben pedig a baseball volt a legkedveltebb sport akkortájt, 1945-ben mégis néhányan úgy döntöttek, hogy labdarúgócsapatot alapítanak a városban. A Club de Fútbol Monterrey első elnöke Enrique Ayala Medina volt, első edzője pedig Manuel Galán. Az új együttes első mérkőzését 1945. augusztus 19-én játszotta: 1–0 arányban győzedelmeskedtek a Club San Sebastián de León ellen. A következő évben azonban a mexikói labdarúgás történetének legnagyobb vereségét szenvedték el a Veracruz csapatától: 1946. május 26-án 14–0-ra kaptak ki.
Az első osztályú bajnokságba az 1955. december 25-én szintén a San Sebastián de León elleni győzelmükkel bebiztosított másodosztályú bajnoki címnek köszönhetően jutottak fel. A legmagasabb osztályban az első mérkőzésüket a Zacatepec ellen vívták meg 1956. július 8-án, ez 2–1-es vereséggel végződött. Első góljukat Miguel Burela szerezte büntetőből.
Azonban az első évtizedekben nem sok sikerben volt része az együttesnek. A kiesést ugyan elkerülték, de bajnoki címet nem szereztek sokáig, sőt, a döntőbe sem jutottak be. Az áttörés 1986-ban következett be, amikor sikerült a döntőbe jutás, és ott a Tampico Madero csapatának legyőzésével megszerezték első bajnoki címüket is. 1993-ban ezüstéremig jutottak, majd a 2000-es évektől kezdve többször is döntőbe jutottak, ebből 4 alkalommal meg is nyerték azt: a 2003-as Clausura, valamint a 2009-es, 2010-es és a 2019-es Apertura alkalmával.

## Nemzetközi szereplés
Nemzetközi szinten a Rayados legnagyobb sikereit a CONCACAF-bajnokok ligájában érte el: 2011-ben, 2012-ben, 2013-ban és 2019-ben is megnyerte a sorozatot.

## Bajnoki eredményei
A csapat első osztályú szereplése során az alábbi eredményeket érte el:

### A régi rendszerben
| Év        | Helyezés |
| --------- | -------- |
| 1945–1946 | 16. hely |
| 1956–1957 | 13. hely |
| 1960–1961 | 13. hely |
| 1961–1962 | 13. hely |
| 1962–1963 | 5. hely  |
| 1963–1964 | 3. hely  |
| 1964–1965 | 3. hely  |
| 1965–1966 | 4. hely  |
| 1966–1967 | 8. hely  |
| 1967–1968 | 14. hely |
| 1968–1969 | 11. hely |
| 1969–1970 | 9. hely  |

### A rájátszásos rendszerben
| Év                | Alapszakasz-helyezés                                                           | Eredmény a rájátszásban |
| ----------------- | ------------------------------------------------------------------------------ | ----------------------- |
| México 1970       | 6. hely                                                                        | 7. hely                 |
| 1970–1971         | 3. hely                                                                        |                         |
| 1971–1972         | 3. hely                                                                        | Elődöntős               |
| 1972–1973         | 11. hely                                                                       |                         |
| 1973–1974         | 2. hely                                                                        | Elődöntős               |
| 1974–1975         | 7. hely                                                                        |                         |
| 1975–1976         | 5. hely                                                                        | Elődöntős               |
| 1976–1977         | 15. hely                                                                       |                         |
| 1977–1978         | 10. hely                                                                       |                         |
| 1978–1979         | 9. hely                                                                        | Negyeddöntős            |
| 1979–1980         | 12. hely                                                                       |                         |
| 1980–1981         | 10. hely                                                                       |                         |
| 1981–1982         | 10. hely                                                                       | Negyeddöntős            |
| 1982–1983         | 18. hely                                                                       |                         |
| 1983–1984         | 11. hely                                                                       | Negyeddöntős            |
| 1984–1985         | 15. hely                                                                       |                         |
| Prode 1985        | 17. hely                                                                       |                         |
| México 1986       | 1. hely                                                                        | Bajnok                  |
| 1986–1987         | 12. hely                                                                       | Negyeddöntős            |
| 1987–1988         | 16. hely                                                                       |                         |
| 1988–1989         | 17. hely                                                                       |                         |
| 1989–1990         | 4. hely                                                                        |                         |
| 1990–1991         | 2. hely                                                                        | Negyeddöntős            |
| 1991–1992         | 13. hely                                                                       |                         |
| 1992–1993         | 5. hely                                                                        | 2. hely                 |
| 1993–1994         | 13. hely                                                                       |                         |
| 1994–1995         | 11. hely                                                                       |                         |
| 1995–1996         | 5. hely                                                                        | Negyeddöntős            |
| 1996 tél          | 11. hely                                                                       |                         |
| 1997 nyár         | 14. hely                                                                       |                         |
| 1997 tél          | 9. hely                                                                        |                         |
| 1998 nyár         | 14. hely                                                                       |                         |
| 1998 tél          | 13. hely                                                                       |                         |
| 1999 nyár         | 17. hely                                                                       |                         |
| 1999 tél          | 13. hely                                                                       |                         |
| 2000 nyár         | 12. hely                                                                       |                         |
| 2000 tél          | 12. hely                                                                       |                         |
| 2001 nyár         | 3. hely                                                                        | Negyeddöntős            |
| 2001 tél          | 13. hely                                                                       |                         |
| 2002 nyár         | 15. hely                                                                       |                         |
| 2002 Apertura     | 14. hely                                                                       |                         |
| 2003 Clausura     | 3. hely                                                                        | Bajnok                  |
| 2003 Apertura     | 14. hely                                                                       |                         |
| 2004 Clausura     | 17. hely                                                                       |                         |
| 2004 Apertura     | 6. hely                                                                        | 2. hely                 |
| 2005 Clausura     | 7. hely                                                                        | Negyeddöntős            |
| 2005 Apertura     | 2. hely                                                                        | 2. hely                 |
| 2006 Clausura     | 16. hely                                                                       |                         |
| 2006 Apertura     | 5. hely                                                                        | Negyeddöntős            |
| 2007 Clausura     | 15. hely                                                                       |                         |
| 2007 Apertura     | 17. hely                                                                       |                         |
| 2008 Clausura     | 8. hely                                                                        | Elődöntős               |
| 2008 Apertura     | 14. hely                                                                       |                         |
| 2009 Clausura     | 4. hely                                                                        | Negyeddöntős            |
| 2009 Apertura     | 5. hely                                                                        | Bajnok                  |
| 2010 Bicentenario | 1. hely                                                                        | Negyeddöntős            |
| 2010 Apertura     | 2. hely                                                                        | Bajnok                  |
| 2011 Clausura     | 7. hely                                                                        | Negyeddöntős            |
| 2011 Apertura     | 11. hely                                                                       |                         |
| 2012 Clausura     | 2. hely                                                                        | 2. hely                 |
| 2012 Apertura     | 7. hely                                                                        | Negyeddöntős            |
| 2013 Clausura     | 9. hely                                                                        | Elődöntős               |
| 2013 Apertura     | 11. hely                                                                       |                         |
| 2014 Clausura     | 10. hely                                                                       |                         |
| 2014 Apertura     | 6. hely                                                                        | Elődöntős               |
| 2015 Clausura     | 12. hely                                                                       |                         |
| 2015 Apertura     | 9. hely                                                                        |                         |
| 2016 Clausura     | 1. hely                                                                        | 2. hely                 |
| 2016 Apertura     | 9. hely                                                                        |                         |
| 2017 Clausura     | 2. hely                                                                        | Negyeddöntős            |
| 2017 Apertura     | 1. hely                                                                        | 2. hely                 |
| 2018 Clausura     | 3. hely                                                                        | Negyeddöntős            |
| 2018 Apertura     | 5. hely                                                                        | Elődöntős               |
| 2019 Clausura     | 3. hely                                                                        | Elődöntős               |
| 2019 Apertura     | 8. hely                                                                        | Bajnok                  |
| 2020 Clausura     | 18. hely Nem hivatalos eredmény, mivel a bajnokságot 10 forduló után törölték. |                         |
| 2020 Apertura     | 5. hely                                                                        |                         |
| 2021 Clausura     | 4. hely                                                                        | Negyeddöntős            |
| 2021 Apertura     | 9. hely                                                                        | Negyeddöntős            |
| 2022 Clausura     | 7. hely                                                                        |                         |
| 2022 Apertura     | 2. hely                                                                        | Elődöntős               |
| 2023 Clausura     | 1. hely                                                                        | Elődöntős               |
| 2023 Apertura     | 2. hely                                                                        | Negyeddöntős            |
| 2024 Clausura     | 4. hely                                                                        | Elődöntős               |

## Stadion
A Rayados jelenlegi stadionja a monterreyi agglomeráció déli részén található, 38 622 férőhelyes Estadio Tecnológico, mely 1950-ben épült és melyben az 1986-os labdarúgó-világbajnokság több mérkőzését is megrendezték.
Azonban jelenleg (2013) építés alatt van egy új, modern, 50 000 férőhelyes stadion építése a csapat számára, avatását 2014 nyarára tervezik.

## Utánpótlás
A csapat számos utánpótlásképző intézetet működtet, csak Monterreyben és környékén 19-et, de emellett Mexikó távolabbi részein is: San Luis Potosíban, Tolucában, Saltillóban, Monclovában, Irapuatóban, Tijuanában, Sabinasban, Reynosában, Colimában, Camargóban (Chihuahua), Acapulcóban, Piedras Negrasban, Pueblában, Cozumelben, Zihuatanejóban, Guadalajarában, Méridában, San Juan del Ríóban, Villahermosában, Tultepecben, Montemorelosban, Tampicóban, Playa del Carmen közelében, Santiago de Querétaróban és 3-at Mexikóvárosban.

## A csapat becenevei
A csapatot története során számos néven nevezték már, de csak néhány maradt fenn ezek közül. Kezdetben voltak Sultanes (Szultánok) (ugyanis Monterrey város egyik neve: La Sultana del Norte), Gitanos (Cigányok), Norteños (Északiak), Nuevoleoneses (Új-Leóniak) és Regios (a Regiomontano névből, mellyel Monterreyt illetik); Arturo Martínez humorista pedig a Los Miserables (A Nyomorultak) nevet javasolta nekik.
Későbbi neveik: Industriales (Iparosok), Quijotes, La Colmena (A Kaptár), Express del Norte (Északi Expressz), Obreros Rojos (Vörös Munkások), végül legtöbbeknek a La Pandilla (A Banda) és a Rayados (Csíkosak) tetszett, így ezt a két nevet ma is használják.

## Legnagyobb riválisok
A Rayados legfőbb ellenfele a másik monterreyi csapat, a Tigres de la UANL (a két együttes rangadója az úgynevezett Clásico Regiomontano), de az utóbbi időkben egyre erősebb rivalizálás alakul ki a Santos Laguna csapatával is, köszönhetően többek között annak, hogy a 2010-es Apertura bajnokság döntője a két csapat között a Monterrey sikerével végződött, a 2012-es Clausura bajnokság döntőjében viszont a Santos bizonyult jobbnak, ugyanebben az évben pedig a CONCACAF-bajnokok ligája döntőjében a Monterrey nyerte a két csapat párharcát, csakúgy, mint 2013-ban.